# Tarnaszentmária
Tarnaszentmária là một thị trấn thuộc hạt Heves, Hungary. Thị trấn này có diện tích 11 km², dân số năm 2010 là 243 người, mật độ 22 người/km².